# Руді Демотт
Руді Демотт (фр. Rudy Demotte; нар. 3 червня 1963, Ронсе, Східна Фландрія, Бельгія) — бельгійський політик, міністр-президент Валлонії (з 19 липня 2007) та Французького співтовариства Бельгії (з 20 березня 2008). Член Соціалістичної партії Французького співтовариства Бельгії.

## Біографія
Народився у Фландрії у змішаній фламандсько-валлонській сім'ї; однаково добре володіє нідерландською та французькою мовами. У 1986 році закінчив Брюссельський вільний університет (франкомовний), де вивчав політологію та міжнародні відносини. У 1980-ті очолював молодіжну організацію соціалістів.
1994 року був обраний до муніципальної ради містечка Флобек у провінції Ено (з 2000 року Демотт є мером Флобека), а 1995 року — до Палати представників Бельгії. У 1999—2000 був міністром економіки та науки в першому уряді Гі Верхофстадта. 4 квітня 2000 року Демотт обійняв посаду міністра у справах бюджету, культури та спорту Французького співтовариства Бельгії. 15 липня 2003 року на цій посаді його змінив Крістіан Дюпон, а Демотт повернувся до федерального уряду, де до 2007 року був міністром соціального забезпечення та охорони здоров'я. У 2007 році соціаліст Еліо ді Рупо пішов з посади міністра-президента Валлонії, щоб сконцентруватися на керівництві партією, а його місце зайняв Демотт. З 20 березня 2008 року також став міністром-президентом Французького співтовариства Бельгії. До 2009 року до коаліційного уряду Валлонії входили дві партії — Соціалістична партія та Еколо, після регіональних виборів влітку 2009 року сформовано нову коаліцію, куди увійшла також партія Гуманістичний демократичний центр.